# Außenpolitik Indiens

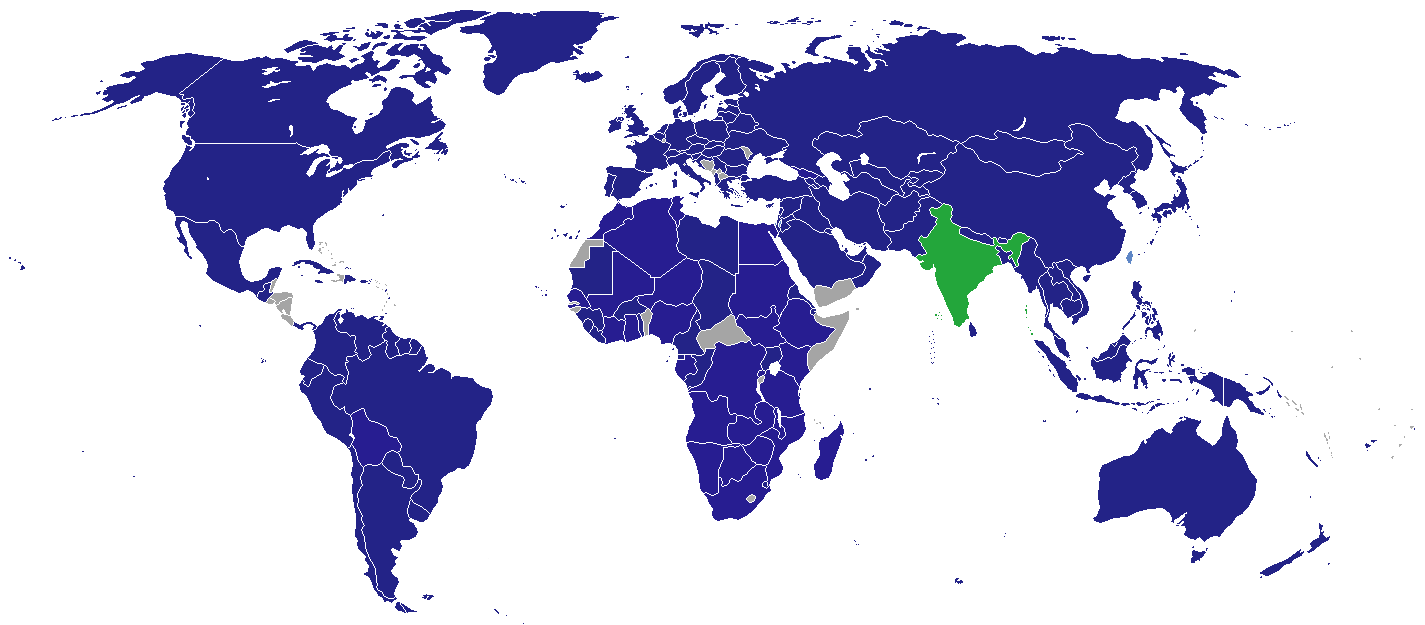
Standorte der diplomatischen Vertretungen Indiens

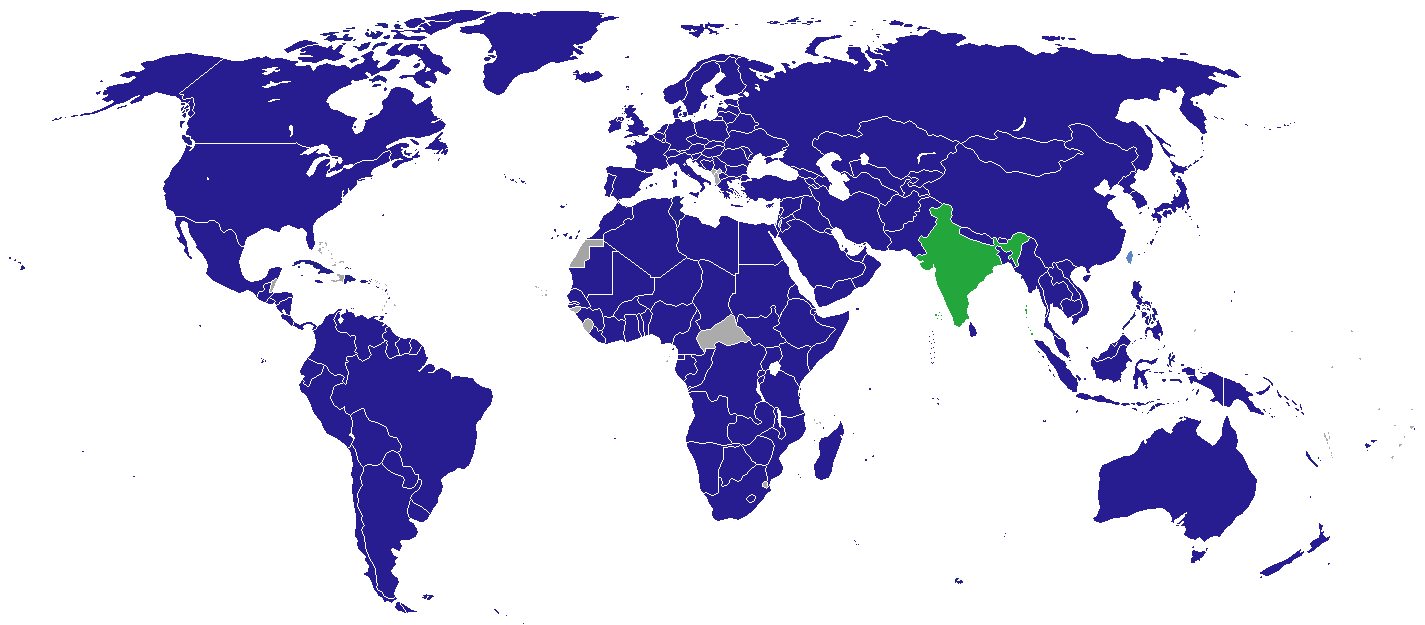
Staaten mit diplomatischen Vertretungen in Indien

Die Außenpolitik Indiens beruht auf einer Reihe von Grundprinzipien, welche auch von Indiens historischen Erfahrungen als ehemaliger Kolonie geprägt sind. Zu den Grundlagen indischer Außenpolitik gehören die gegenseitige Achtung der Souveränität und der Nichtinterventionismus. Indien vertritt außerdem bereits seit seiner Unabhängigkeit das Prinzip der Blockfreiheit und möchte sich keinen einseitig ausgerichteten geopolitischen Bündnissen anschließen. Stattdessen hat Indien versucht, gute Beziehungen zu einer Reihe von unterschiedlichen Mächten aufzubauen. So hat Indien strategische Partnerschaften sowohl mit Russland als auch mit den USA etabliert und auch enge Beziehungen zu den Staaten im persischen Golf sowie Israel aufgebaut. Stark antagonistisch geprägt sind die Beziehungen Indiens mit dem Nachbarland Pakistan, was am ungelösten Kaschmir-Konflikt liegt. Ebenfalls belastet sind die Beziehungen mit der Volksrepublik China. Gründe dafür sind der anhaltende Grenzkonflikt mit China und dessen enge Partnerschaft mit Pakistan.
Aufgrund seiner großen Bevölkerung und wachsenden Wirtschaftsleistung wird Indien als aufsteigende Macht und potenzielle Supermacht bezeichnet. Das Land spielt eine wachsende Rolle in der internationalen Diplomatie und wird als eine Großmacht eingestuft. Indien fungiert aufgrund seiner guten Beziehungen zu verschiedenen Staaten auch zunehmend als eine Brücke zwischen Ost und West. Indien ist Mitglied von zahlreichen Staatengruppen, darunter u. a. des Commonwealth of Nations, der BRICS, der SAARC, der SCO, der BIMSTEC, der G20 und der Bewegung der Blockfreien Staaten. Als Teil der UNO fordert Indien einen ständigen Sitz im Sicherheitsrat der Vereinten Nationen und tritt für eine Reform des UN-Sicherheitsrats ein. Außerdem bringt Indien in internationalen Organisationen häufig die Belange und Interessen des globalen Südens zur Sprache und spricht sich für eine Reform internationaler Organisationen aus, um dessen Interessen mehr zu berücksichtigen.

## Grundlagen indischer Außenpolitik
Die fünf Prinzipien der indischen Außenpolitik wurden 1954 bei einem Abkommen zwischen Indien und der Volksrepublik China erstmals förmlich verkündet und später zur Basis des außenpolitischen Handelns. Diese fünf Prinzipien sind:
1. Gegenseitiger Respekt für die territoriale Integrität und Souveränität des anderen
2. Gegenseitige Nicht-Aggression
3. Nichteinmischung in innere Angelegenheiten
4. Gleichheit und gegenseitiger Nutzen
5. Friedliche Koexistenz.

Sieht Indien jedoch seine grundlegenden nationalen Interessen bedroht, intervenierte es auch im Ausland, so in Bangladesch in den 1970er Jahren oder in Sri Lanka und den Malediven in den 1980er Jahren. Indien spricht sich im Allgemeinen gegen ausländische Interventionen und die Erhebung von Sanktionen aus, wenn diese nicht vom UN-Sicherheitsrat bewilligt worden sind. Als Teil von UN-Friedenstruppen haben indische Truppen an zahlreichen UN-Missionen teilgenommen, wo Inder traditionell das größte Kontingent bilden. Indien schließt sich keinen militärischen Allianzen an und vertritt eine Politik der strategischen Autonomie. Dabei spricht es sich für eine multipolare Weltordnung aus und versucht gute Beziehungen zu allen Großmächten zu verwirklichen. Trotz der demokratischen Ausrichtung seines politischen Systems unterhält Indien auch gute Beziehungen zu Autokratien, wobei es seinen eigenen Interessen die größte Priorität beimisst und sich ausdrücklich gegen den gewaltsamen Export bestimmter Werte und politischer Systeme ausspricht. Das Land sieht sich selbst als Großmacht und regionale Ordnungsmacht, obwohl seine Versuche, eine Einflusssphäre in Südasien aufzubauen, bisher wenig erfolgreich waren. In internationalen Foren möchte das Land aktiv als gestaltende Macht partizipieren und seine eigenen Interessen und die anderer Schwellen- und Entwicklungsländer verteidigen.
Für die Verwirklichung der indischen Außenpolitik ist das Ministerium für auswärtige Angelegenheiten der Republik Indien (Ministry of External Affairs) und dessen diplomatischer Korps (Indian Foreign Service) zuständig. In dem politischen System Indiens ist die Außenpolitik traditionell eine Domäne der Exekutive, was auf die Amtszeit von Jawaharlal Nehru (1947–1964) zurückgeht, der Ministerpräsident und Außenminister in einem war. Das Parlament hat in der Außenpolitik dagegen nur relativ wenige Kompetenzen und internationale Verträge müssen von diesem nicht ratifiziert werden. Eine bedeutende Rolle in der Außenpolitik kommt dagegen der indischen Diaspora zu. Die 20 Millionen Auslandsinder (Non-resident Indian und Person of Indian Origin) sollen dabei auch bei der Verwirklichung der außenpolitischen Ziele des Landes dienen. Gleichzeitig zählt ihr Schutz zu den Hauptzielen der indischen Außenpolitik. Weitere Ziele sind der Schutz des Landes vor äußeren Bedrohungen, der Schaffung einer der Entwicklung Indiens und der Armutsbekämpfung dienlichen internationalen Umwelt und der Sicherung des indischen Einflusses in internationalen Kooperationsforen bei Themen wie Terrorismus, Klimawandel, Abrüstung und der Reform von Institutionen der Global Governance.

## Geschichte
Die Staaten auf dem indischen Subkontinent unterhielten Handelsbeziehungen und diplomatische Kontakte, welche sich um Jahrtausende zurückverfolgen lassen. So spielten indische Königreiche eine große Rolle bei der Verbreitung des Buddhismus in Asien und die tamilischen Chola verbreiteten den indischen kulturellen Einfluss zwischen dem 9. und 13. Jahrhundert in Südostasien. Von einer einheitlichen indischen Außenpolitik kann allerdings erst seit der Unabhängigkeit Indiens 1947 gesprochen werden.

### Außenpolitik der Nehru-Ära 1947–1964

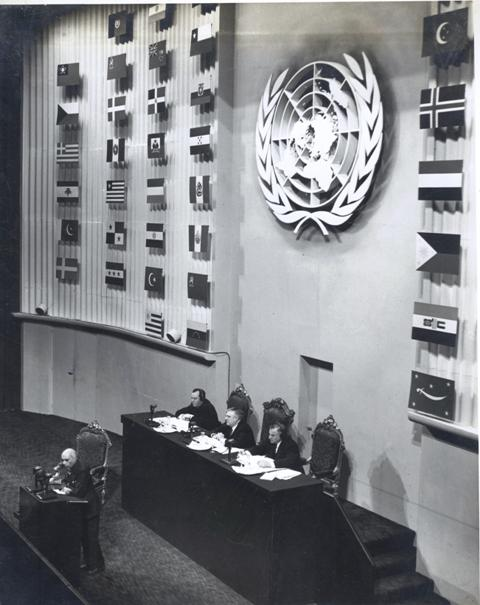
Nehru vor der UN-Generalversammlung (1948)

Die erste Regierung des unabhängigen Indiens unter Jawaharlal Nehru unterstützte die Dekolonialisierung Asiens und Afrikas und legte die Grundlagen für die bis heute auf Eigenständigkeit und Souveränität bedachten Außenpolitik des Landes. In der Innenpolitik setzte Indien unter Nehru und seinen Nachfolgern auf einen Dritten Weg zwischen Kommunismus und Kapitalismus mit einer stark regulierten und vom Ausland abgeschotteten Wirtschaft. Indien war Teil der Bandung-Konferenz (1955) und Gründungsmitglied der Bewegung der Blockfreien Staaten, in der Nehrus Indien eine führende Rolle einnahm. Indien blieb ein Mitglied des Commonwealth of Nations und etablierte gute Beziehungen zu den USA, welche Entwicklungshilfe leisteten. Bevorzugter Partner wurde nach dem Tod von Josef Stalin allerdings die Sowjetunion, die Waffen lieferte und ein sehr wichtiger Wirtschaftspartner wurde. Rückschläge für Indien bildete der verlorene Grenzkrieg mit China (1962) und mehrere Kriege mit Pakistan um die Region Kaschmir, die beide Länder zu erbitterten Rivalen machten.

### Indira-Doktrin 1965–1989
In der Amtszeit von Indira Gandhi (1966 bis 1977 und 1980 bis 1984) verfolgte Indien eine Strategie der regionalen Vorherrschaft, welche als „Indira-Doktrin“ bekannt wurde. 1971 intervenierte Indien militärisch in den Bangladesch-Krieg, der Bangladesch die Unabhängigkeit von Westpakistan ermöglichte und den größten geopolitischen Rivalen Indiens entscheidend schwächte. Da Pakistan zu diesem Zeitpunkt ein Verbündeter der USA war, verschlechterten sich die Beziehungen zum Westen, während mit der Sowjetunion im August 1971 ein Freundschaftsabkommen unterzeichnet wurde. Auch das Atomprogramm Indiens belastete die Beziehungen mit den USA. Die regionale Rivalität mit Pakistan führte schließlich dazu, dass Indien 1974 offiziell eine Atommacht wurde. Unter Indira und ihrem Sohn Rajiv Gandhi (1984–1989) kam es neben Bangladesch auch zu Interventionen in Sri Lanka (1971, 1987–1990) und den Malediven (1988), welche allerdings das Ziel verfehlten, eine regionale Hegemonie Indiens zu etablieren. Auch die 1985 gegründete Regionalorganisation Südasiatische Vereinigung für regionale Kooperation wurde durch den anhaltenden Konflikt mit Pakistan blockiert, weshalb keine vertiefte regionale Integration in Südasien erreicht werden konnte.

### Multi-alignement nach 1990

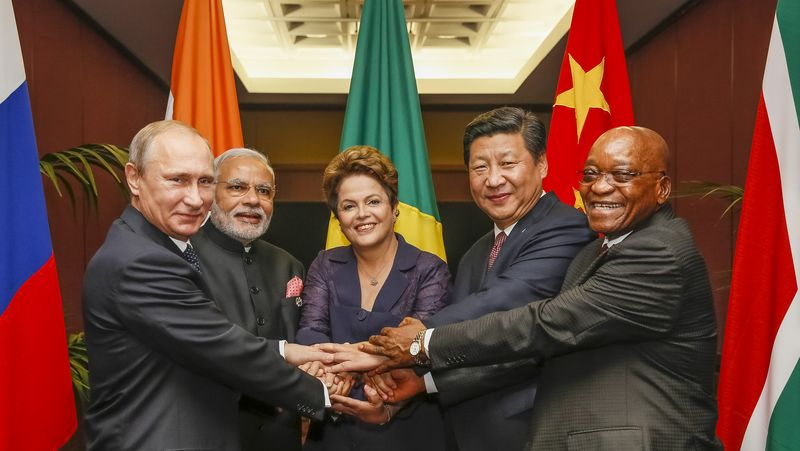
Treffen der BRICS-Staatschefs (2014)

Das Jahr 1990 stellte ein Wendejahr für Indien dar. Durch das Ende des Kalten Krieges und den Zerfall der Sowjetunion verlor Indien seinen bis dahin wichtigsten außenpolitischen Partner. Infolge der auftretenden Krisenerscheinungen wurde die Wirtschaft Indiens liberalisiert und das Land trat der Welthandelsorganisation bei. Gegenüber den Nachbarstaaten wurde das aggressive Vorherrschaftsstreben aufgegeben und eine „Politik der guten Nachbarschaft“ eingeführt. Nachdem die wirtschaftlichen Reformen Wirkung zeigten und das wirtschaftliche Wachstum Indiens sich deutlich beschleunigt hatte, wurde das Land ein zunehmend gefragter internationaler Partner. Belastet blieben dagegen die Beziehungen zu Pakistan mit dem Kargil-Krieg (1999) und einer schweren diplomatischen Krise zwischen beiden Atommächten 2001/02, nachdem Pakistan einen Anschlag auf das Indische Parlament unterstützt hatte. Nach dem Ende der Blockkonfrontation des kalten Krieges ersetzte Indien seine Blockfreiheit durch eine gleichzeitige Vertiefung der Beziehungen zu verschiedenen Mächten (multi-alignment statt non-alignment). Ab 2009 bildete Indien ein Gegengewicht der bisherigen vom Westen dominierten Weltordnung als Teil der BRICS-Staaten, welche in diesem Jahr ihren ersten Gipfel abhielten und ankündigten bei der Errichtung einer multipolaren Weltordnung zusammenzuarbeiten.
Unter dem 2014 ins Amt gekommenen Narendra Modi wurde die Act East policy verabschiedet, die eine Intensivierung der in den 1990ern begonnenen Vertiefung der Beziehungen zu Südostasien vorsahen. Unter Modi wurde die strategische Partnerschaft mit den USA intensiviert, welche sich Indien unter Barack Obama und später Donald Trump annäherten. Auch zu vielen Staaten Europas wurden engere Beziehungen etabliert, darunter auch zu Russland unter Wladimir Putin. Zur Volksrepublik China blieben die Beziehungen dagegen belastet und die Grenzkonflikte zwischen beiden Ländern flammten in der Regierungszeit von Xi Jinping als Präsident Chinas neu auf. Unter dem 2017 wiederbelebten Quadrilateral Security Dialogue kooperierte Indien zunehmend mit den pazifischen Demokratien Japan, Australien und USA für einen „freien und offenen Indo-Pazifik“, was auch in Peking registriert wurde. Hoffnungen der westlichen Demokratien Indien in eine engere sicherheitspolitische Allianz einbinden zu können, erhielten allerdings mit der russischen Invasion der Ukraine 2022 einen Rückschlag, als sich Indien weigerte, seine Beziehungen zu Russland einzuschränken und sich den Sanktionen gegen Russland anzuschließen.

## Beziehungen zu asiatischen Staaten

### Bangladesch
Indien war nach Bhutan das zweite Land, das Bangladesch am 6. Dezember 1971 als eigenständigen und unabhängigen Staat anerkannte. Indien kämpfte 1971 an der Seite der Bangladescher für die Befreiung Bangladeschs von Westpakistan im Bangladesch-Krieg und nahm 10 Millionen Flüchtlinge aus dem Land auf. Nach dem Krieg half Indien beim Wiederaufbau von Bangladesch. Mit der Ermordung von Mujibur Rahman 1975 begannen sich die bangladeschisch-indischen Beziehungen allerdings einzutrüben. Streitpunkte bildeten Konflikte über die Nutzung von Wasserressourcen, der Festlegung der Grenze zwischen beiden Staaten und die illegale Migration aus Bangladesch nach Indien. 2002 begann Indien einen Zaun zwischen Indien und Bangladesch entlang eines Großteils der knapp 4000 Kilometer langen Grenze zu errichten. Beide Länder haben ihren Grenzstreit am 6. Juni 2015 beigelegt.

### Pakistan
Trotz zahlreicher historischer, kultureller und ethnischer Gemeinsamkeiten sind die Beziehungen zwischen Indien und Pakistan seit der Teilung Indiens im Jahr 1947 von Misstrauen und Argwohn geprägt. Durch die Teilung kam es zu Massenvertreibungen und Territorialkonflikten zwischen beiden Seiten. Die beiden Länder führten seitdem vier (1947/48, 1965, 1971, 1999) Kriege gegeneinander. Das überwiegend muslimische Pakistan und mehrheitlich hinduistische Indien haben sich einen geopolitischen Wettstreit geliefert, in dem sie versucht haben, sich gegenseitig zu schaden. Indien unterstützte die Abspaltung Ostpakistans als Staat Bangladesch von Westpakistan durch eine militärische Intervention 1971. Pakistan unterstützte den Aufstand in Kaschmir und auch Terrorismus gegen Indien, wie bei den Anschlägen in Mumbai 2008. Mehrere Annäherungsversuche zwischen beiden Ländern scheiterten und der Kaschmir-Konflikt bleibt ungelöst. Der geopolitische Konflikt hat die atomare Bewaffnung beider Staaten ausgelöst und verursacht hohe wirtschaftliche Opportunitätskosten.

### Sri Lanka
Indien und Sri Lanka verbinden sehr alte und enge kulturelle Beziehungen. Beide Länder werden nur durch die Palkstraße getrennt. Die indischen Tamilen in Sri Lanka sind Nachfahren von Arbeitern aus Tamil Nadu, welche während der britischen Kolonialzeit auf der Insel angesiedelt wurden. Dennoch wurden die Beziehungen nach der Unabhängigkeit durch den Bürgerkrieg in Sri Lanka und durch das Scheitern der indischen Intervention während des Bürgerkriegs beeinträchtigt, welche 1991 zur Ermordung von Rajiv Gandhi durch tamilische Extremisten führte. Nach dem Ende des Bürgerkriegs haben sich die Beziehungen beider Länder weiter vertieft und beide Länder arbeiten politisch und wirtschaftlich eng zusammen, wobei Sri Lanka allerdings auch enge Kontakte zur Volksrepublik China unterhält. Im Rahmen der Wirtschaftskrise in Sri Lanka ab 2019 leistete Indien Wirtschaftshilfen in Höhe von vier Milliarden US-Dollar und konnte damit den chinesischen Einfluss schwächen.

### Volksrepublik China

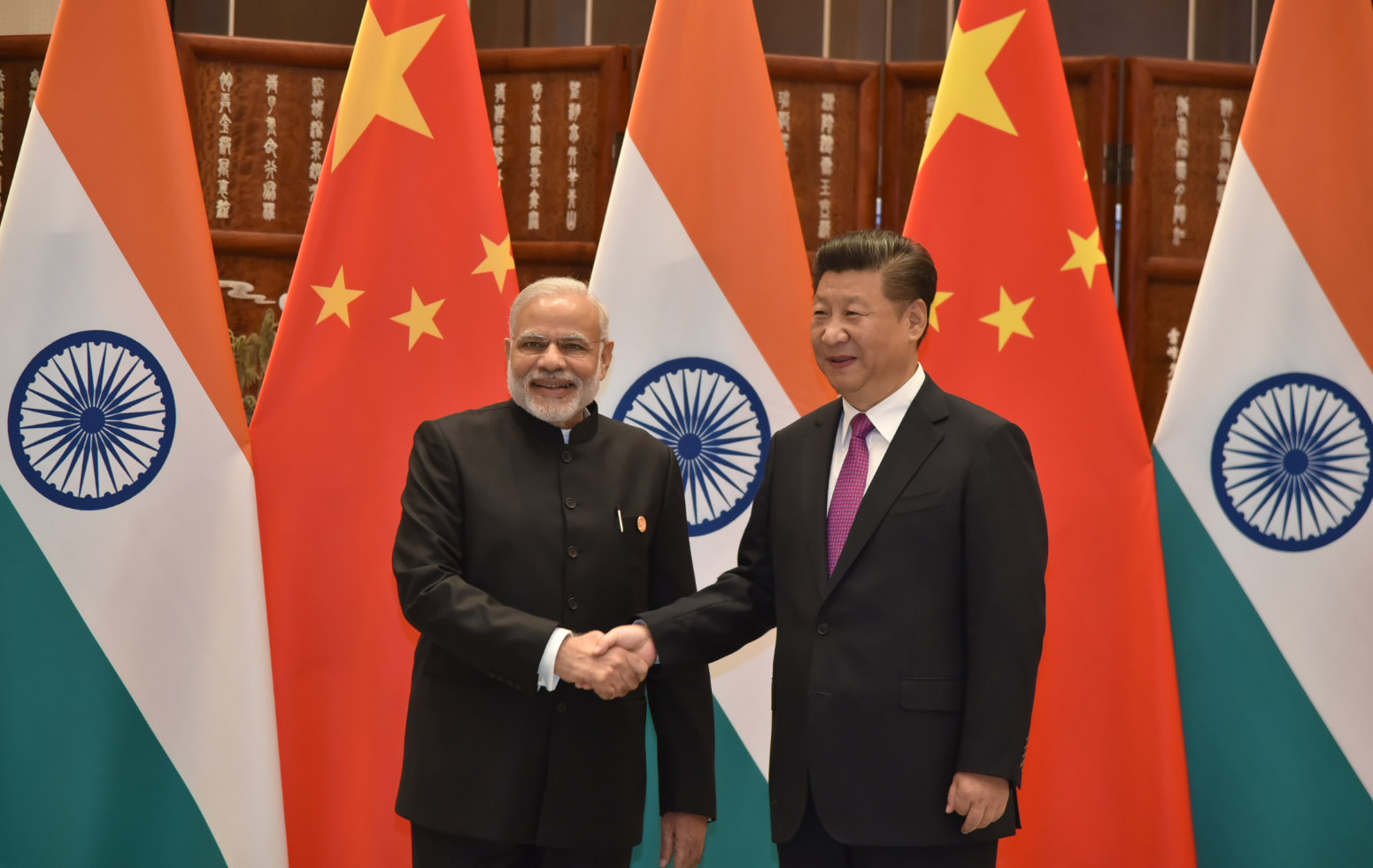
Narendra Modi und Xi Jinping (2016)

Die beiden bevölkerungsreichsten Staaten der Welt verbindet eine belastete Beziehung. Das anhaltende Misstrauen, das aus dem chinesisch-indischen Krieg von 1962, den Grenzkonflikten 1967 und den anhaltenden Grenzstreitigkeiten über Aksai Chin und Arunachal Pradesh herrührt, konnte nicht völlig beseitigt werden. Indien gehörte auch zu den Unterstützern der Tibeter und der Dalai Lama Tenzin Gyatso floh über Indien ins Exil. Eine Annäherung erfolgte nach 1988 und im Jahr 2003 erkannte Indien Tibet formell als Teil Chinas an, und China erkannte 2004 Sikkim formell als Teil Indiens an. Ab den 2000er Jahren kooperierten beide Länder eng bei einer Reihe von Themen, so bei den Doha-Runde und als Teil der BRICS. Während einige gemeinsame Interessen bestehen, gibt es zahlreiche Streitigkeiten. Ab 2010 verschlechterten sich die Beziehungen durch ein Wiederaufflammen der Grenzkonflikte zwischen beiden Ländern, zunehmendem geopolitischem Wettbewerb in Asien und schließlich der COVID-19-Pandemie.
Beide Länder unterhalten trotz der angespannten politischen Beziehungen enge Handelskontakte. 2023 war China für Indien der zweitwichtigste Handelspartner und der wichtigste Warenlieferant. Indien hat verschiedene Maßnahmen gegen den wirtschaftlichen Einfluss Chinas erlassen, darunter Strafzölle auf chinesische Waren und ein Verbot chinesischer Apps wie TikTok.

### Japan
Die Beziehungen zwischen Indien und Japan sind seit jeher eng. Indien hat Japan durch den Buddhismus kulturell stark beeinflusst. Während des Zweiten Weltkriegs kooperierte die Indian National Army von Subhash Chandra Bose mit den Kaiserlich Japanischen Streitkräften. Die Beziehungen sind seit der Unabhängigkeit Indiens warm geblieben, obwohl Japan nach den Atomtests 1998 Sanktionen gegen Indien verhängte (die Sanktionen wurden 2001 aufgehoben). In Indien sind zahlreiche japanische Unternehmen tätig, so z. B. im Automobilsektor. Japan investierte auch in die Infrastruktur Indiens. Im Rahmen des Quadrilateral Security Dialogue haben beide Staaten ihre Zusammenarbeit im Sicherheitsbereich ausgebaut mit gemeinsamen Militärmanövern. 2014 vereinbarten beide Länder eine vertiefte strategische Partnerschaft. Beide Länder haben sich für einen „freien und offenen Indopazifik“ ausgesprochen.

### ASEAN-Staaten

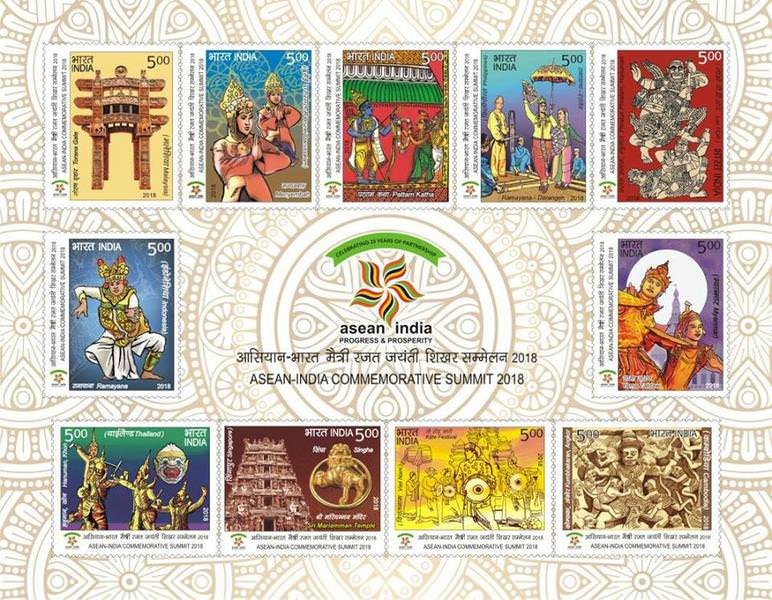
Briefmarken zum ASEAN-Indien Treffen (2018)

Die Länder Südostasiens interagierten mit Indien kulturell und wirtschaftlich über viele Jahrhunderte. In zahlreichen Ländern Südostasiens wie in Singapur oder Malaysia leben bedeutende indischstämmige ethnische Minderheiten. Im Jahre 1991 wurde unter P. V. Narasimha Rao die Look East policy begonnen, welche eine Vertiefung der Beziehungen mit Südostasien verfolgte und die Region erstmals zu einem Prioritätsgebiet machte. Indien wurde 1992 Partner des sektoralen Dialogs mit der ASEAN, 1995 ein vollwertiger Dialogpartner, 1996 Mitglied des ASEAN-Regionalforums (ARF) und 2002 fand das erste ASEAN-Indien Gipfeltreffen statt. In den 1990er Jahren wurde zudem die Regionalorganisation BIMSTEC ins Leben gerufen, welche die wirtschaftliche Integration Indiens mit dem kontinentalen Südostasien vertiefen soll. Unter Premierminister Modi wurde 2014 die Act East policy verkündet und zahlreiche Initiativen zur Verbesserung der Transportverbindungen mit Südostasien beschlossen, auch um Nordostindien besser in die Weltwirtschaft zu integrieren.

## Europa

### Deutschland

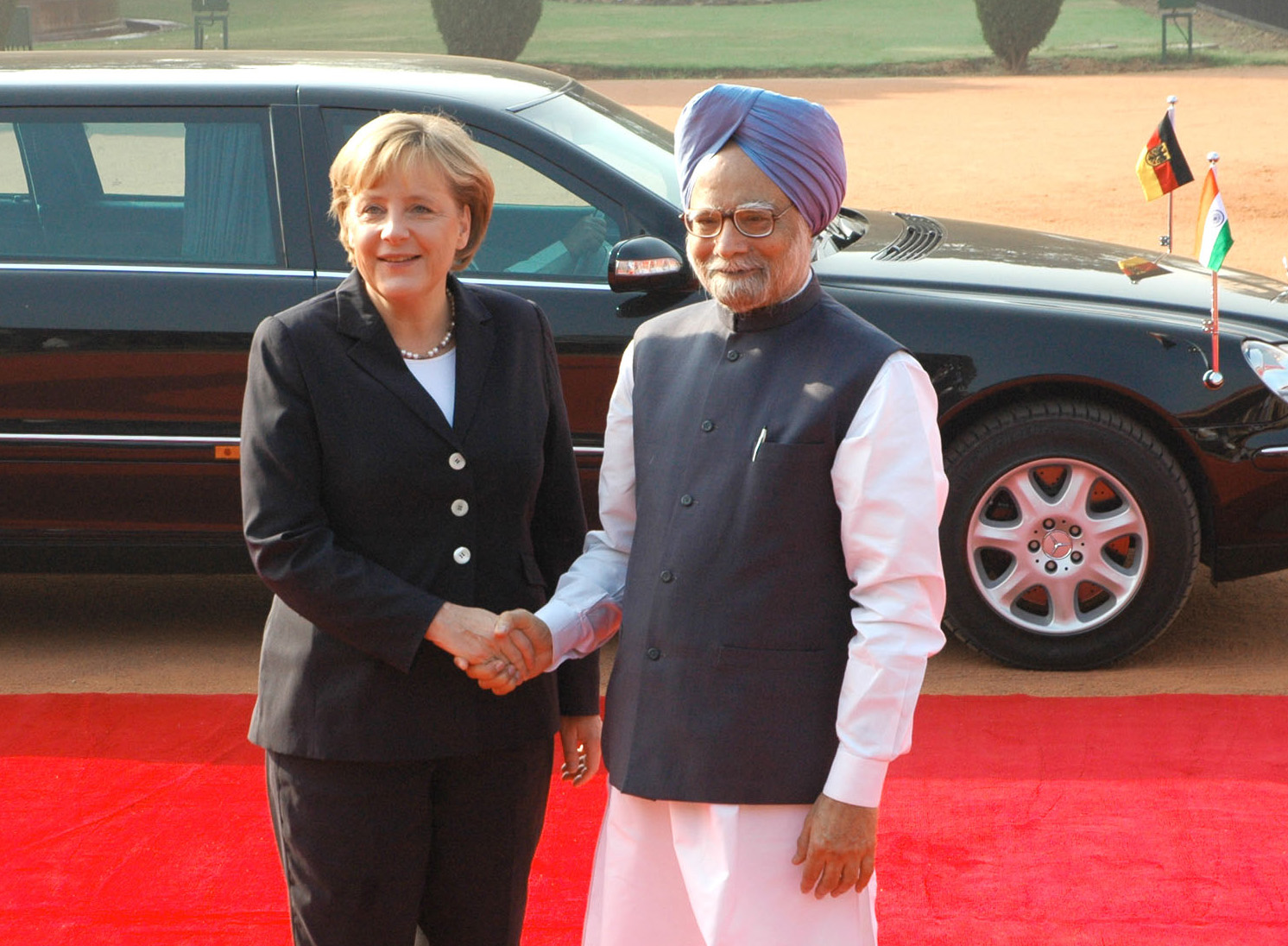
Angela Merkel und Manmohan Singh (2007)

Während des Kalten Krieges unterhielt Indien diplomatische Beziehungen sowohl zur Bundesrepublik Deutschland als auch zur DDR. Seit dem Fall der Berliner Mauer und der Wiedervereinigung Deutschlands haben sich die Beziehungen weiter verbessert. Nach 1990 wuchs das Handelsvolumen zwischen beiden Ländern stark an und im Jahre 2001 vereinbarten beide Länder eine strategische Partnerschaft. Seit 2011 kommt es zu regelmäßigen deutsch-indischen Regierungskonsultationen auf der Ministerebene. Für Indien ist Deutschland der größte Handelspartner in Europa und beide Länder kooperieren eng bei Themen von beidseitigem Interesse wie der Klimapolitik. Beide unterstützen sich auch gegenseitig, jeweils einen permanenten Sitz im UN-Sicherheitsrat zu erhalten.
Zwischen beiden Ländern besteht ein enger Austausch in Forschung und Wissenschaft und zahlreiche Inder studieren an deutschen Universitäten. Deutsche Unternehmen interessieren sich für Fachkräfte aus Indien und eine steigende Zahl an Indern lebt in Deutschland.

### Frankreich
Frankreich und Indien nahmen bereits vor der Unabhängigkeit Indiens vom britischen Empire am 17. Februar 1947 diplomatische Beziehungen auf. 1956 trat Frankreich seine indischen Besitzungen (Französisch-Indien) bestehender aus Pondicherry und einigen weiteren Gebieten offiziell an Indien ab. Frankreich, Russland und Israel waren die einzigen Länder, die Indiens Entscheidung, 1998 einen Kernwaffentest durchzuführen, nicht verurteilten. Im Jahr 2003 wurde Frankreich zum größten Lieferanten von Nukleartechnologie für Indien und ist ein wichtiger militärischer und wirtschaftlicher Partner. So verkaufte Frankreich U-Boote der Scorpène-Klasse und weitere Rüstungsgüter an Indien und stieg zu einem der wichtigsten Rüstungspartner neben Russland auf. Unter Nicolas Sarkozy begann Frankreich außerdem Indiens Bewerbung für einen ständigen Sitz im UN-Sicherheitsrat zu unterstützen.

### Russland

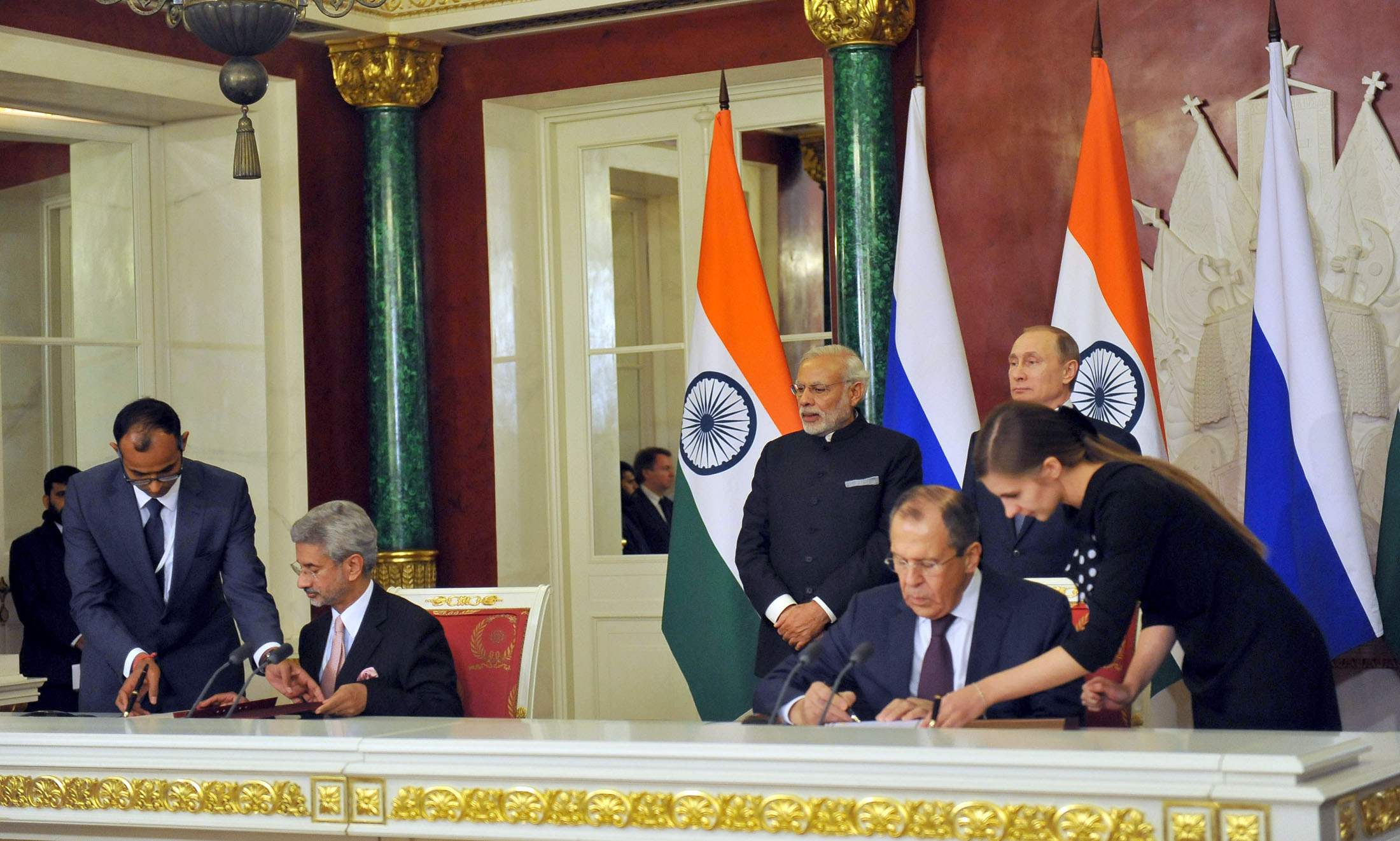
Indisch-russisches Gipfeltreffen (2015)

Die engen Beziehungen zwischen Indien und Russland gehen auf die Zeit der Sowjetunion zurück, welche Waffen an Indien lieferte und wichtige wirtschaftliche Aufbauhilfe leistete. Der indisch-sowjetische Freundschaftsvertrag von 1971 wurde bei einem Staatsbesuch von Boris Jelzin im Jahre 1993 in einen indisch-russischen Freundschaftsvertrag umgewandelt. Nach einer Zeit der post-sowjetischen Stagnation war die erste große politische Initiative zwischen Indien und Russland eine im Jahr 2000 unterzeichnete strategische Partnerschaft zwischen den beiden Ländern. Russland ist der engste Partner Indiens im Bereich der Rüstung. Zwischen 2012 und 2016 entfielen 68 % der indischen Verteidigungsimporte auf Russland und zahlreiche gemeinsame Rüstungsprojekte bestehen. Auch im Bereich Kultur, Wirtschaft, Forschung und Raumfahrt bestehen enge Kontakte. Nach dem Beginn des Russisch-Ukrainischen Kriegs ab 2014 führte Indien seine engen Beziehungen zu Russland weiter fort.
Eine im Sommer 2022 durchgeführte Umfrage hat ergeben, dass die Inder Russland am häufigsten als ihren vertrauenswürdigsten Partner bezeichnen: 43 % nannten Russland als solchen, während 27 % die USA nannten.

### Vereinigtes Königreich
Der Einfluss der Briten in Indien begann mit den Aktivitäten der Britischen Ostindien-Kompanie in Indien im 17. Jahrhundert. Ab 1858 war Indien als Britisch-Indien eine Kolonie des Britischen Weltreichs. Als Erbe der britischen Kolonialzeit blieben die englische Sprache und zahlreiche Aspekte der Staats- und Verwaltungsorganisation aber auch kulturelle Überbleibsel wie die Beliebtheit der Sportart Cricket in Indien. Seit 1947 bestehen zwischen Indien und dem Vereinigten Königreich bilaterale Beziehungen, die auch im Rahmen des Commonwealth of Nations gepflegt werden. Obwohl der Commonwealth eher ein informelles Forum ist, haben Indien und das Vereinigte Königreich immer noch viele dauerhafte Verbindungen. Dies ist zum Teil auf die große Zahl der im Vereinigten Königreich lebenden Menschen indischer Herkunft zurückzuführen. Politisch haben beide Staaten enge Beziehungen aufgebaut und 2004 eine strategische Partnerschaft etabliert.

## Naher Ostern

### Saudi-Arabien
Die bilateralen Beziehungen zwischen Indien und Saudi-Arabien haben sich aufgrund der Zusammenarbeit in regionalen Angelegenheiten und im Handel erheblich verstärkt. Saudi-Arabien ist einer der größten Öllieferanten Indiens und war 2023 der fünftgrößte Handelspartner Indiens. Außerdem ist die muslimische Bevölkerung in Indien die zweitgrößte der Welt, so dass jedes Jahr eine große Zahl indischer Pilger zur Umrah und Haddsch kommt. Knapp vier Millionen indische Gastarbeiter leben zudem in Saudi-Arabien. Nach der Unabhängigkeit Indiens wurden die Beziehungen durch die saudische Unterstützung Pakistans in der Kaschmir-Frage belastet. Seit den 1990er Jahren haben beide Länder Schritte unternommen, um die Beziehungen zu verbessern. Saudi-Arabien hat sich dafür eingesetzt, Indien einen Beobachterstatus in der Organisation für Islamische Zusammenarbeit (OIC) zu gewähren, und hat seine Zusammenarbeit mit Indien bei der Terrorismusbekämpfung ausgebaut.

### Iran
Das unabhängige Indien und der Iran nahmen 1950 diplomatische Beziehungen auf. Die Kontakte zwischen dem alten Persien und dem alten Indien reichen jedoch Jahrtausende zurück. Anfangs waren die Beziehungen durch die geopolitische Westorientierung von Schah Mohammad Reza Pahlavi belastet. Der anhaltende Kaschmir-Konflikt, in dem der Iran Pakistan unterstützte, sorgte für Streit zwischen beiden Ländern. In den 1990er Jahren unterstützten jedoch sowohl Indien als auch der Iran die Nordallianz gegen die Taliban in Afghanistan, die offen von Pakistan unterstützt wurden, was eine Annäherung beider Länder begünstigte. Beide Länder vereinbarten 2003 eine strategische Partnerschaft und der Iran nimmt eine wichtige Rolle in Indiens Energieversorgung ein. Indien forderte den Iran auf, sich an den Atomwaffensperrvertrag zu halten, den Indien selbst ignoriert.

### Israel
Das Judentum in Indien hat eine jahrtausendealte Geschichte. 1947 stimmte Indien gegen den Teilungsplan der Vereinten Nationen für Palästina, erkannte aber dennoch 1950 die israelische Souveränität an. Im Jahr 1953 eröffnete Israel ein Konsulat in Mumbai und beide Länder etablierten inoffizielle Beziehungen. Aufgrund der großen muslimischen Bevölkerung in Indien und aus Rücksicht auf die Befindlichkeiten der arabischen Staaten bestanden aber vorerst keine offiziellen diplomatischen Beziehungen zwischen beiden Staaten. Israel unterstützte Indien ab den 1970er Jahren gegen Pakistan und die Geheimdienste beider Länder begannen eng zusammenzuarbeiten. Seit der Aufnahme voller diplomatischer Beziehungen zu Israel im Jahr 1992 hat Indien eine enge Partnerschaft mit Israel aufgebaut. Indien gilt als Israels stärkster Verbündeter in Asien, und Israel liefert Waffen an Indien.

### Vereinigte Arabische Emirate
Seit der Unabhängigkeit der Trucial States hat Indien enge Beziehungen zu den Vereinigten Arabischen Emiraten (VAE) und auch anderen arabischen Golfstaaten wie Kuwait, Katar, Bahrain und Oman aufgebaut. Millionen indische Arbeitsmigranten leben hier und machen Rücküberweisungen in Milliardenhöhe. In den VAE stellen Inder knapp 30 Prozent der Bevölkerung und einen bedeutenden Teil der Arbeitskräfte. Es kommt allerdings häufig zu Berichten über die Misshandlung indischer Gastarbeiter. Die Stadt Dubai gilt als wichtiges Handelszentrum für indische Geschäftsleute und 2023 waren die VAE Indiens drittgrößter Handelspartner nach China und den USA.

## Amerika

### Kanada
Kanada und Indien unterhalten seit langem bilaterale Beziehungen und beide Länder sind als ehemalige Kolonien des Britischen Weltreichs gemeinsam Mitglieder des Commonwealth of Nations. Indien hat sich zu einem der wichtigsten Herkunftsländer für die Einwanderung nach Kanada entwickelt, und knapp fünf Prozent der kanadischen Bevölkerung waren 2022 indischer Abstammung. Inder stellen auch die größte Gruppe an Auslandsstudenten in Kanada. Die Wirtschafts- und Handelsbeziehungen zwischen beiden Ländern haben sich seit den 1990er Jahren deutlich vertieft.
Obwohl die Beziehungen zwischen Kanada und Indien auf einer breiten Basis stehen, wurden sie häufig durch Sikh-Separatisten der Khalistan-Bewegung belastet, die einen unabhängigen Sikh-Staat in Indien fordert. 1985 war Babbar Khalsa, eine militante Sikh-Separatistengruppe, in den Bombenanschlag auf den Air India-Flug 182 verwickelt, der in Toronto gestartet war. In jüngerer Zeit kam es im September 2023 zu diplomatischen Spannungen, nachdem der kanadische Premierminister Justin Trudeau behauptet hatte, dass indische Geheimdienste an der Ermordung eines Sikh-Separatistenführers in Surrey, Kanada, beteiligt waren. Der Vorfall führte zu einem diplomatischen Streit mit der Ausweisung von Diplomaten.

### USA

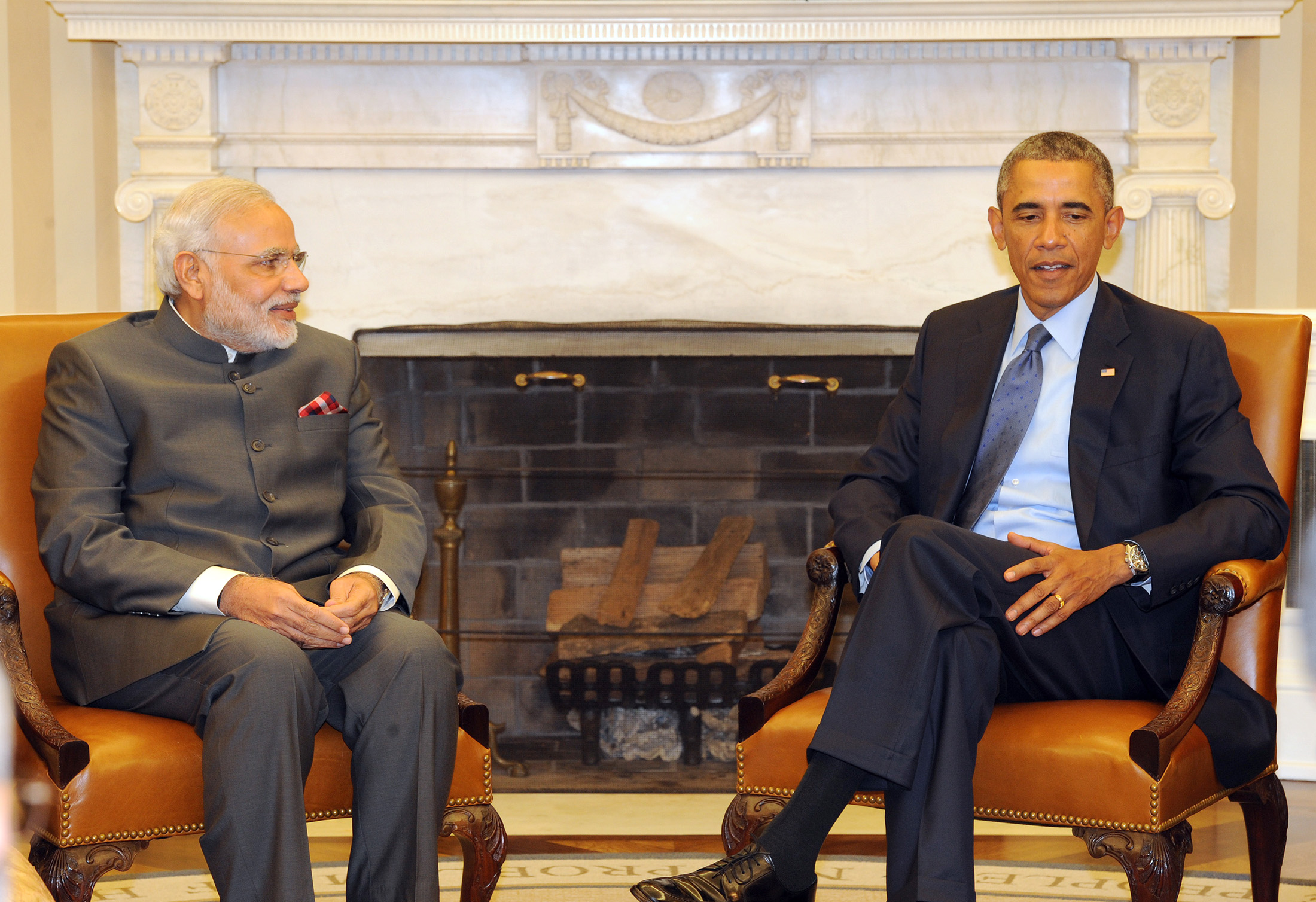
Narendra Modi und Barack Obama (2014)

Vor und während des Zweiten Weltkriegs unterstützten die Vereinigten Staaten unter Präsident Roosevelt die indische Unabhängigkeitsbewegung nachdrücklich, obwohl sie mit Großbritannien verbündet waren. Die Beziehungen zwischen Indien und den Vereinigten Staaten waren nach der indischen Unabhängigkeit gemischt, da Indien eine führende Position in der Bewegung der Blockfreien einnahm und enge Beziehungen mit der Sowjetunion etablierte. Das Verhältnis erreichte in den frühen 1970er Jahren einen Tiefpunkt. Eine Konfrontation zwischen dem von den USA verbündeten Pakistan und den von den Sowjets unterstützten Indern führte zur Entsendung sowjetischer und amerikanischer Schlachtschiffe in den Golf von Bengalen. Einige Jahre später führte Indien Atomtests durch, die zu Sanktionen seitens der Vereinigten Staaten führten.
Seit dem Ende des Kalten Krieges haben sich die Beziehungen zwischen Indien und den USA dramatisch verbessert. Die Liberalisierung der indischen Wirtschaft ermöglichte einen vertieften wirtschaftliche Austausch und auch die politischen Beziehungen entwickelten sich gut, besonders in der Amtszeit von Narendra Modi. In den USA leben über vier Millionen indische Amerikaner, die eine wirtschaftlich und politisch zunehmend einflussreiche Gruppe sind.
2023 waren die USA der größte Handelspartner Indiens.

### Lateinamerika und Karibik
Ab dem 19. Jahrhundert wanderten zahlreiche Inder in die Karibik ein, wo sie bis heute in einigen Ländern wie Trinidad und Tobago bedeutende Minderheiten stellen. Die Beziehungen zu den Staaten Lateinamerikas haben für Indien im 21. Jahrhundert an Bedeutung gewonnen. 2009 trat ein Handelsabkommen zwischen dem Mercosur und Indien in Kraft. Vertiefte Handelsbeziehungen hat Indien trotz der weiten Entfernungen besonders mit Mexiko und Brasilien etabliert. Mit Brasilien arbeitet Indien im Rahmen des IBSA-Dialogforum und der BRICS auch politisch eng zusammen.

## Afrika

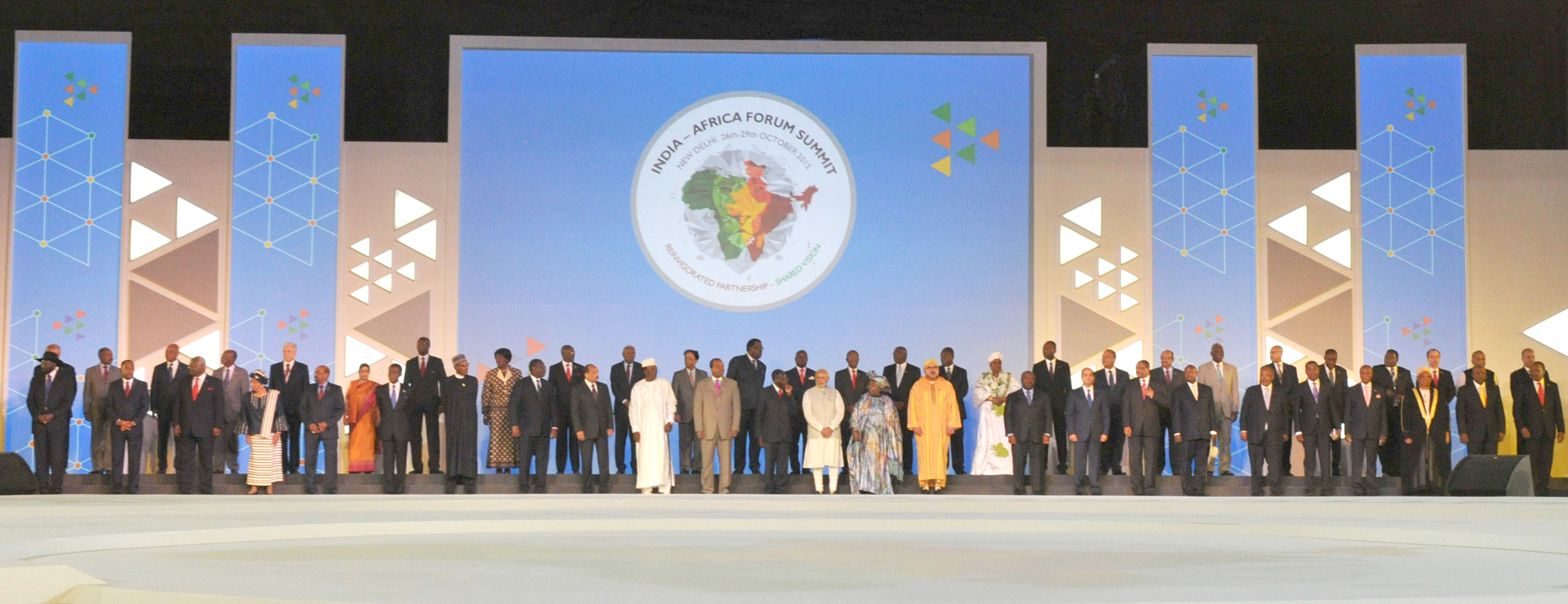
Afrika-Indien-Gipfeltreffen (2015)

Afrika und Indien sind durch den Indischen Ozean getrennt und Interaktionen zwischen dem indischen Subkontinent und Afrika reichen tausende Jahre zurück. Es gibt bedeutende indische Minderheiten in den Staaten Ostafrikas und in Südafrika. In Mauritius ist die Mehrheit der Bevölkerung indischer Abstammung (Indomauritier). Die wirtschaftlich erfolgreiche indische Minderheit in Uganda wurde in den 1970er Jahren von Idi Amin aus rassistischen Gründen des Landes verwiesen, was katastrophale Folgen für die Wirtschaft Ugandas hatte. Seit den 1990er Jahren hat Indien seine Beziehungen zu den afrikanischen Staaten deutlich verstärkt und ist zu dem zweitgrößten Handelspartner Afrikas nach der Volksrepublik China aufgestiegen. Die Beziehungen finden dabei sowohl bilateral mit den Einzelstaaten als auch auf der Ebene der Afrikanischen Union statt. Das erste Indien-Afrika-Gipfeltreffen wurde 2008 in Neu-Delhi abgehalten und findet seitdem regelmäßig statt. Aufgrund seines Eintretens für die Dekolonisierung Afrikas und die Interessen des globalen Südens besitzt Indien ein hohes Ansehen in den meisten afrikanischen Staaten. Indien hat an afrikanische Staaten vergünstigte Kredite vergeben und technische Unterstützung geleistet. Im Gegenzug importiert Indien vorwiegend Rohstoffe wie Erze, Gold und Erdöl aus den afrikanischen Staaten. Indien versucht auch eine sicherheitspolitische Rolle im Indischen Ozean zu spielen und investiert gezielt in afrikanische Infrastruktur um eine Alternative zu Chinas Entwicklungsfinanzierung für Afrika aufzubauen. 2017 präsentierte Indien in Zusammenarbeit mit Japan den Asia-Africa Growth Corridor, der die digitale Konnektivität und den Ausbau der Infrastruktur im Indopazifik fördern soll.

## Ozeanien
Indien ist ein wichtiger Partner von Australien und Neuseeland. In beiden Ländern studieren und leben zahlreiche Inder. Insbesondere mit Australien wurde die sicherheitspolitische und militärische Kooperation verstärkt, da beide Länder besorgt über die Aktivitäten der Volksrepublik China sind. Im Rahmen des Quadrilateral Security Dialogue kooperieren Indien, Japan, den USA und Australien, was als strategische Bestrebungen zur Bildung einer „asiatischen NATO“ interpretiert wurde.
In Ozeanien sind außerdem noch die Beziehungen zu Fidschi erwähnenswert, wo über 40 Prozent der Einwohner indischer Abstammung sind. 2014 wurde das Forum for India–Pacific Islands Cooperation für die Kooperation zwischen den ozeanischen Pazifikstaaten und Indien ins Leben gerufen.